# Chó săn miền núi Bayern
Chó săn miền núi Bayern (tiếng Anh:Bavarian Mountain Hound; tiếng Đức: Bayerischer Gebirgsschweißhund) là một giống chó có nguồn gốc từ Đức. Là một giống chó săn mùi, nó đã được sử dụng ở Đức từ đầu thế kỷ 20 để truy dấu các động vật bị săn trốn chạy đang bị thương. Giống chó này là kết quả của việc lai giống giữa Chó săn Bayern và Chó săn Hanover.

## Lịch sử
Chó săn miền núi Bayern chuyên về theo dõi động vật bị săn bị thương nặng bằng cách lần dấu vết máu con mồi trốn chạy sau khi bị bắn. Kỹ thuật săn bắn này xuất phát từ thời Trung Cổ. Các loại vũ khí được sử dụng thời đó có độ chính xác thấp cao và các loài động vật thường xuyên bị thương và không bị giết vì vậy những con chó săn truy vết rất cần thiết để theo dõi chúng.
Người Đức thực sự tỉ mỉ để không mất bất kỳ con mồi nào và đã phát triển một kỹ thuật mà họ nuôi những con chó có khả năng đánh hơi, đi theo mùi, một cấu trúc xương mạnh mẽ, tai thấp và tính khí đều đặn. Những con chó này có kích thước trung bình và đáng tin cậy. Chó săn miền núi Bayern được phát triển vào thế kỷ 19 bằng cách lai giống các cá thể của giống chó Hannoversche Schweißhund và chó săn từ dãy núi Alps. Kết quả tạo thành một giống chó săn lý tưởng cho công việc ở vùng núi. Năm 1912, "Klub für Bayrische Gebirgsschweißhunde" (Câu lạc bộ Chó săn miền núi Bayern) được thành lập tại Munich. Sau đó, giống chó này bắt đầu phổ biến ở Áo và Hungary.